# Ust-Sóbolevka
Ust-Sóbolevka (en rus: Усть-Соболевка) és un poble del krai de Primórie, a l'Extrem Orient de Rússia, que el 2018 tenia 215 habitants.